# Rein Bay
Die Rein Bay (in der deutschen Kolonialzeit Reinbucht genannt) ist eine Bucht an der Nordküste im Westen der Insel Neubritannien. Sie liegt in der Provinz West New Britain von Papua-Neuguinea.

## Geographie
Das Gebiet der Bucht ist vulkanischen Ursprungs. Die Küstenlinie ist von gehobenen Korallenkalken, Riffen und Sandbänken geprägt. Die Bucht selbst ist etwa elf Kilometer breit und reicht etwa drei Kilometer tief in das Landesinnere.
Im Westen begrenzt das Kap Neumayer (englisch: Cape Neumayer)  und im Osten das Cape Kirchoff die Bucht. Die Umgebung ist bewaldet und die Küstenlinie ist von einigen Ansiedlungen mit Plantagenwirtschaft gesäumt.
Vorgelagert befindet sich die Insel Utano Island (in der deutschen Kolonialzeit Tauben Insel genannt). In der Bucht selbst befinden sich Sand Island und mehrere Sandbänke.

## Geschichte

### Kolonialzeit
Nach der deutschen Kolonialzeit wurde Neubritannien im Ersten Weltkrieg von australischen Marineeinheiten besetzt und war nach dem Krieg Teil des australischen Mandatsgebietes.

### Zweiter Weltkrieg
Während des Zweiten Weltkrieges wurde Neubritannien im Frühjahr 1942 von japanischen Streitkräften erobert. Die Japaner nutzten die Bucht als Station für Lastkähne und kleinere Schiffe zur Nachschubversorgung. Die Bucht war daher zwischen Juli 1943 und Februar 1944 Angriffsziel alliierter Flugzeuge.
Im Februar 1944 zogen sich japanische Streitkräfte entlang der Nordküste an der Rein Bay vorbei nach Osten zurück, nachdem die Amerikaner in Cape Gloucester gelandet waren. Im westlichen Hinterland der Bucht legten die US Marines zu dieser Zeit ein kleines Flugfeld an, das heute als Iboki Airport genutzt wird.